# Universidad Nacional de Villa Mercedes
La Universidad Nacional de Villa Mercedes (UNViMe) es una Universidad Nacional Argentina ubicada en la ciudad de Villa Mercedes, en la Provincia de San Luis, cuya sede rectoral tiene domicilio en calle Balcarce 314 de esa ciudad.
Fue creada mediante la Ley 26.542, sancionada el 11 de noviembre de 2009. Desde sus inicios y hasta las primeras elecciones del año 2019 la Universidad fue dirigida por 5 rectores organizadores: la Dra. Gladys Ciuffo, el Dr. Juan Carlos Geneiro, el Mg. Jorge Raúl Olguín, el Dr. Roberto Schwartz y el Dr. David Luciano Rivarola.
Consolidación:
Con el paso del tiempo, la UNViMe se ha consolidado como una institución educativa relevante en la región.
En el año 2019 se realizaron las primeras elecciones dentro de la universidad, marcando un hito en su historia institucional.

## Actualidad
Actualmente, el Rector de la UNViMe es el Dr. Marcelo David Sosa, y el Vicerrector es el Lic. Santiago Farenga.
La UNViMe continúa expandiendo su oferta académica y fortaleciendo su presencia en la comunidad, cuenta con una emisora de Radio UNViMe (FM 93.7 MHz), que sirve como un medio de comunicación y difusión cultural. La Universidad se encuentra en constante crecimiento, aumentando sus sedes, como por ejemplo la sede de la localidad de Justo Daract.
En la actualidad, la Universidad Nacional de Villa Mercedes (UNViMe) ha alcanzado un período de notable auge y desarrollo institucional. Entre los aspectos más destacados se encuentran:
- Enfoque en la calidad educativa:
  - Se ha puesto un fuerte énfasis en mejorar la calidad de la educación ofrecida por la UNViMe, con el objetivo de asegurar la permanencia y el egreso exitoso de los estudiantes.
  - Se ha mostrado un interés en la evaluación de la calidad educativa, con el fin de mejorar el nivel profesional de los egresados.
- Expansión de la infraestructura:
  - Uno de los principales proyectos es la construcción de aulas propias en el campus universitario, lo que representa un avance significativo en la infraestructura de la UNViMe.
- Ampliación de la oferta académica:
  - Se ha impulsado la creación de nuevas carreras, incluyendo modalidades a distancia, para ampliar las oportunidades de formación para los estudiantes.
- Fortalecimiento de la inserción laboral:
  - Se ha priorizado la inserción laboral de los egresados, buscando establecer vínculos con el sector productivo y facilitar la transición de los estudiantes al mundo profesional.
- Compromiso con la educación pública:
  - Se ha reafirmado el compromiso con los principios de la educación pública, incluyendo la gratuidad, el ingreso irrestricto y el cogobierno.
- Presidencia de la Red de Universidades e Institutos Puntanos:
  - El Rector Marcelo Sosa fue electo presidente de la Red de Universidades e Institutos Puntanos, esto demuestra una gestión que trasciende a la misma institución, y da un mayor peso a la UNViMe dentro de la provincia.
- Implementación del Expediente Digital:
  - Se ha impulsado la implementación del expediente digital, un avance significativo en la modernización de la gestión administrativa. La UNViMe se posiciona a la vanguardia de la transformación digital en la educación superior, demostrando su compromiso con la innovación y la eficiencia en la gestión pública.
- Transparencia:
  - Conforme el art. 30 de la Ley N° 27.275, la Universidad Nacional de Villa Mercedes designó por resolución R. N° 518/2024 a los responsables de acceso a la información. Esto refleja un compromiso con la transparencia y el acceso a la información pública.
  - La Ley de Acceso a la Información Pública (Ley N° 27.275) garantiza el derecho de toda persona a solicitar y recibir información pública completa, veraz, adecuada y oportuna de cualquier órgano del Estado, incluidas las universidades nacionales. Esta ley promueve la transparencia y el control ciudadano sobre los actos del gobierno y las instituciones públicas.

En resumen, la Universidad Nacional de Villa Mercedes se caracteriza por su fuerte impulso a la calidad educativa, la expansión de la infraestructura, la ampliación de la oferta académica, la modernización de la gestión administrativa y la transparencia, consolidando a esta institución como un "faro de conocimiento en el corazón del país".

## Historia
En el año 1973 se creó la Universidad Nacional de San Luis, jerarquizando las sedes que la Universidad Nacional de Cuyo tenía en la provincia. El crecimiento ininterrumpido de la población en la ciudad de Villa Mercedes, que prácticamente triplicó su población entre el año 1970 y el año 2010 produjo un sostenido incremento en la demanda social de espacios de desarrollo profesional.
Es evidente que el inicio de la Universidad Nacional de Villa Mercedes puede remontarse a comienzos de los 70, cuando se produce la Fundación de la Universidad Nacional de San Luis, con la participación decisiva de los ciudadanos de Villa Mercedes, con sus marchas populares que eran contundentes en aquella ciudad, entonces más bien una Villa.
El fuerte impacto de la Promoción Industrial Provincial en las redes sociales y productivas de la ciudad de Villa Mercedes, hicieron que en el imaginario social nunca se perdieran las expectativa de una Universidad Nacional con centro en Villa Mercedes, que irradiara desde allí el Desarrollo Regional, hasta un Desarrollo Personal de los jóvenes.
Nombrar a personas individuales, de organizaciones sociales representativas, de cámaras de comercio, de cámara de industria, de organismos gubernamentales de los estamentos Nacionales, Provinciales y locales, Legisladores Nacionales, sería caer en una ilusión” óptica” del pensamiento, porque el aporte y el logro de esta epopeya educativa ha sido de la comunidad toda de Villa Mercedes y de los legisladores Nacionales que votaron por unanimidad la creación de esta universidad.
A fines del año 2009 se creó la UNViMe por ley N.º 26.542.
En marzo de 2013 la Comisión Nacional de Evaluación y Acreditación Universitaria (CONEAU) aprobó la solicitud de puesta en marcha de la UNViMe señalando, entre otras consideraciones que «La  creación de la Universidad Nacional de Villa Mercedes responde a una iniciativa local-regional de la población mercedina que impulsa la creación de una universidad nacional en la localidad con la intención de contar con “instrumentos científico-tecnológicos que favorezcan el desarrollo y la promoción del conocimiento”.»
En 2017 el gobierno de Mauricio Macri, vía  decreto 671/2017, que lleva la firma de Macri y del ministro de Educación, Alejandro Finocchiaro,  designó "Rector Organizador" a David Luciano Rivarola, en reemplazo de Roberto Schwartz, quien días atrás había convocado a elecciones parciales. Esta designación provocó repudios de algunos sectores. En una votación unánime en el Senado de la Nación se declaró el repudio a la intervención que ha realizado el Poder Ejecutivo Nacional a la Universidad Nacional de Villa Mercedes. La senadora nacional por San Luis Negre de Alonso aseguró que es “es un avasallamiento al orden institucional y a la autarquía universitaria”. Los interclaustros de la Universidad se autoconvocaron a una asamblea, en tanto docentes, no docentes, alumnos y graduados  se reunieron ante la intervención. el intendente de Villa Mercedes  pidió por la anulación del decreto de designación del rector y que se respete el llamado a elecciones. calificandose la intervención como  "un avasallamiento cuando el Poder Ejecutivo se introduce de un cronograma electoral de una institución autárquica. Es realmente violar la constitución, violar la institucionalidad”.
En 2019 el rector Rivarola convocó a elecciones de todos los Órganos de Gobierno estatutarios. Actualmente la UNViMe es una Universidad normalizada.
Con fecha de publicación 15/11/2021 y por RESOL-2021-3298-APN-ME, el Ministerio de Educación ordenó la publicación del Estatuto Definitivo de la UNIVERSIDAD NACIONAL DE VILLA MERCEDES en el Boletín Oficial de la República Argentina.

## Carreras
La oferta académica de la UNViMe se desarrolla en 4 áreas, con un total de 23 carreras que incluyen tecnicaturas, licenciaturas y carreras de grado.
- Escuela de Ciencias de la Salud
  - Licenciatura en Kinesiología y Fisiatría
  - Licenciatura en Obstetricia
  - Licenciatura en Enfermería
  - Ciclo Complementario de Licenciatura en Actividad Física
  - Enfermería
  - Medicina

- Escuela de Gestión de Empresas y Economía
  - Licenciatura en Economía
  - Licenciatura en Logística
  - Licenciatura en Diseño de Comunicación
  - Tecnicatura Universitaria en Logística
  - Tecnicatura Universitaria en Diseño de Comunicación
  - Tecnicatura Universitaria en Marketing Cultural y Deportivo
  - Tecnicatura Universitaria en Gestión Deportiva

- Escuela de Ingeniería y Ciencias Ambientales
  - Bioingeniería
  - Ingeniería en Agroindustria
  - Ingeniería en Sistemas de Información, con título intermedio de Analista Universitario en Sistemas
  - Tecnicatura Superior en Gestión Ambiental
  - Tecnicatura Universitaria en Agroalimentos
  - Programador Universitario de Sistemas

- Escuela de Ciencias Sociales y Educación
  - Profesorado de Educación Inicial
  - Profesorado de Educación Primaria

## Extensión
En el año 2016 la UNViMe desarrolló una actividad orientada a la comunidad local y destinada a brindar conocimientos de nuevas tecnologías a adultos mayores.
En septiembre del 2016, y dentro de las atribuciones conferidas desde su instrumento legal de fundación, la UNViMe creó una subsede en la cercana localidad de Justo Daract.